# 1000
Cette page concerne l'année 1000  du calendrier julien. Pour l'année 1000 av. J.-C., voir 1000 av. J.-C. Pour le nombre 1000, voir 1000 (nombre).
Pour les articles homonymes, voir 1000 (homonymie), An mille (homonymie) et Mille.
L'année 1000 est une année séculaire qui commence un lundi.
Cette année est également appelée l’an mille, ou encore l'an mil. Il s'agit de la dernière année du Xe siècle et du Ier millénaire.
En Europe, l’an 1000 est considéré comme la fin du haut Moyen Âge et le début du Moyen Âge central ou Moyen Âge classique. Dans le monde musulman, c'est l'âge d'or islamique, en Chine la dynastie Song, au Japon l'époque de Heian, en Corée la dynastie Goryeo, et au Vietnam les dynasties Đinh, Lê et Lý; l'Inde est divisée en royaumes (Rashtrakuta, la dynastie Pala, celle de Rajaraja Chola) ; en Afrique subsaharienne, c'est l'apogée de l'empire du Ghana ainsi que la conversion à l'Islam des royaumes de Kanem et de Choa.
La population mondiale est estimée entre 254 et 310 millions d'habitants.

## Évènements
- 25 janvier : une charte rédigée à Bocsozel mentionne Humbert (Uberti), premier des Humbertiens, futurs comtes de Savoie[3].
- 7 - 15 mars[4] : congrès de Gniezno entre Otton III et Boleslas le Vaillant qui est traité quasiment comme un roi par l’empereur[5]. L’Église de Pologne reconnaît l’autorité du pape Sylvestre II, qui crée une Église nationale : la Pologne est constituée en province ecclésiastique autonome avec Gniezno comme archevêché. Elle échappe ainsi aux ambitions germaniques. Adalbert de Prague devient son saint patron. Sont fondés les évêchés de Poznań, Cracovie (Krakow), de Breslau (Wrocław, en Silésie) et de Kolberg (Kołobrzeg) en Poméranie[6].
- 25 mars : le calife fatimide d'Égypte al-Hakim fait assassiner son tuteur, l'eunuque Barjawân, et commence son règne personnel[7]. Il veut imposer ses croyances ismaïliennes à ses sujets sunnites.
- 31 mars :
  - assassinat du roi David III d'Ibérie, qui a légué son royaume par testament à l'Empire byzantin à la suite de sa participation à la révolte de Bardas Phocas. Basile II, alors en Cilicie, mène une campagne en Géorgie où il est reconnu comme suzerain par l'aristocratie[8] ;
  - l'empereur Otton III célèbre Pâques à l'abbaye de Quedlinbourg auprès de sa sœur Adélaïde[9].

- 9 mai à mi-juin : le doge de Venise Pierre II Orseolo attaque la Dalmatie. Il s’empare de Zadar, Biograd, Trogir, Split et Raguse[10]. Il anéantit les pirates slaves de l’estuaire de la Neretva et se proclame duc des Dalmates[11].

- 29 juillet : le vizir des Omeyyades de Cordoue Almanzor bat les chrétiens espagnols coalisés à la bataille de Cervera[12].

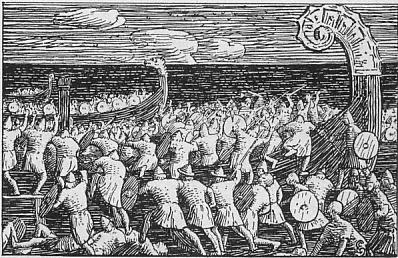
9 septembre : les bateaux d'Éric Håkonsson à la bataille de Svolder.

- 9 septembre : victoire de Sven Ier de Danemark et d’Olof Skötkonung sur Olaf Tryggvason, roi de Norvège, lors du combat naval de Svolder (Øresund)[13]. Olaf Tryggvason se jette dans la mer et son royaume est partagé entre Sven et Olav Skötkonung. La Norvège perd son indépendance. Les jarls de Lade, Éric Håkonsson et Svein Håkonsson, adversaires d'Olaf Tryggvason, règnent sur le pays au nom des rois de Suède et du Danemark. Le christianisme perd du terrain.

- 25 décembre - 1er janvier 1001[9] : Étienne Ier, fils de Géza, est sacré roi de Hongrie, peut-être le jour de Noël avec une couronne envoyée par le pape Sylvestre II, avec le consentement de l’empereur Otton III (fin de règne en 1038). La couronne est apportée par le légat Aserik, ou Anastase, futur archevêque d’Esztergom. Un autre prélat, Domonkos, premier évêque hongrois, participe à la cérémonie.

- Échange d’ambassades entre le pape Sylvestre II et le prince Vladimir Ier de Kiev (1000-1001)[8].
- Pèlerinage à Jérusalem de Poppon de Stavelot[14].

## L'an 1000 dans les autres calendriers
- Calendrier grégorien : 1000 (M)
- Ab Urbe condita : 1753
- Calendrier arménien : 449 (ԹՎ ՆԽԹ)
- Calendrier assyrien (en) : 5750
- Calendrier bengali : 407
- Calendrier berbère : 1950
- Calendrier bouddhiste : 1544
- Calendrier Birman (en) : 362
- Comput byzantin : 6508–6509
- Calendrier chinois : Cycle sexagésimal chinois : 年 (Terre - Porc) : 3696 ou 3636 jusqu'à 庚子年 (Métal - Rat) : 3697 ou 3637
- Calendrier copte : 716–717
- Calendrier discordien : 2166
- Calendrier éthiopien : 992–993
- Calendrier hébraïque : 4760–4761
- Calendriers hindous :
  - Vikram Samvat : 1056–1057
  - Calendrier national indien : 922-923
  - Kali Yuga : 4101–4102
- Calendrier holocène : 11000
- Calendrier Igbo (en) : 0–1
- Calendrier persan : 378–379
- Calendrier musulman : 390–391
- Calendrier Japonais : Ère Chōhō 2 (長保２年)
- Calendrier Javanais (en) : 902-903
- Calendrier julien : 1000 (M)
- Calendrier coréen : 3333
- Calendrier Minguo : 912 avant la République de Chine (民前912年)
- Calendrier Nanakshahi : − 468
- Ère séleucide : 1311-1312 (Anno Graecorum)
- Calendrier thaïlandais : 1542–1543

## Naissances en 1000
Cette page dresse une liste de personnalités nées au cours de l'année 1000, présentée dans l'ordre chronologique :
- Gilbert de Brionne, comte de Brionne († 1040).
- Constantin IX, empereur byzantin († 1055).
- Guigues Ier d'Albon, comte en Oisans, Grésivaudan et en Briançonnais († 1070).
- Renaud Ier de Nevers, comte de Nevers et d'Auxerre († 1040).
- Dominique de Silos, berger navarrais devenu moine bénédictin à Silos, Castille († 1073).
- Adalbert de Lorraine, duc de Lorraine († 1048).
- Qiwam ad-Dawla, gouverneur du Kerman.
- Yi Yuanji, peintre chinois de la dynastie Song.
- Berthold Ier, comte de Zähringen, duc de Carinthie, margrave de Vérone, comte de Brisgau, comte d'Ortenau et comte de Neckergau.
- Baldwin de Salzbourg (it).
- Émeric de Hongrie, fils de saint Étienne, premier roi chrétien de Hongrie et de Gisèle de Bavière. Il eut pour précepteur le moine bénédictin Gérard (Gellert), futur évêque de Csanád (la date de naissance est incertaine : il pourrait être né en 1007).
- Michel Ier Cérulaire, patriarche de Constantinople.
- Ute de Ballenstedt, princesse germanique.
- Jean Mavropous, poète, érudit, hymnographe et auteur de lettres et de discours byzantin.
- Astrid Olofsdotter, reine, épouse d'Olaf II de Norvège.
- Arnold de Saint-Emmeran, compositeur, hagiographe, prévôt du monastère de Saint-Emmeran à Ratisbonne en Allemagne[15].
- Bérenger de Tours, théologien[16].
- Dominique de Silos, moine bénédictin[17].
- Juda ibn Balaam, rabbin andalou.
- Otto Bolesławowic, prince polonais de la dynastie Piast.
- Sasaki no Yoshitsune, kugyō (noble) de l'époque de Heian de l'histoire du Japon.
- Hananʼel ben Ḥušiʼel de Kairouan, décisionnaire rabbinique et exégète de la Bible[18].

- 29 juillet : Lý Thái Tông, Empereur du Đại Cồ Việt.

## Décès en 1000
- Abu'l Haret Ahmad (en), gouverneur de Guzgan (Afghanistan).
- Al-Khujandi, astronome perse.
- Barjawan (en), eunuque.
- David III d'Ibérie, prince d’Ibérie de la dynastie des Bagratides.
- Egyō, moine bouddhiste et poète japonais.
- Fantinus (en), saint italien.
- Giovanni Vincenzo (it), archevêque italien, saint de l'Église catholique.
- Huyan Zan, général chinois de la dynastie des Song du Nord.
- Ibn Sahl, mathématicien perse.
- Ivarr de Waterford, roi viking de Waterford.
- Jacob ibn Jau (en), manufacturier dans la soie à Cordoue.
- Jayavarman V, souverain de l'Empire khmer.
- Juda ben David Hayyuj, rabbin, exégète et philologue andalou.
- Gosse Ludigman (en), sixième podestat de Frise.
- Malfrida (en), femme du grand-prince Vladimir Ier.
- Manfred Ier de Turin (en), marquis de Turin.
- Abu Sahl 'Isa ibn Yahya al-Masihi, médecin, astronome et philosophe persan, chrétien de l'Église jacobite.
- Al-Maqdisi, voyageur et géographe arabe.
- Flaín Muñoz (es)
- Dương Vân Nga, impératrice douairière de la dynastie Đinh.
- Olaf Tryggvason, roi de Norvège.
- Pelagius (en), évêque de Lugo.
- Abū Sahl al-Qūhī, mathématicien, physicien et astronome perse.
- Ramwod, abbé de l'abbaye Saint-Emmeran à Ratisbonne.
- Shahriyar III, souverain Bawandides.
- Minamoto no Shigeyuki, poète de waka du début de l'époque de Heian et noble japonais.
- Oukhtanès de Sébaste, historien arménien.
- Princesse Masako, princesse et impératrice consort du Japon.
- Þorleikur Höskuldsson (es), viking.

- 4 juillet : Hugues Ier de Ponthieu, avoué de Saint-Riquier et de Forest-Moutier, châtelain d'Abbeville et seigneur de Ponthieu.
- 5 juillet : Athanase l'Athonite, moine byzantin qui fonda la République monastique du Mont-Athos.
- 9 septembre : Olaf Tryggvason, le roi Olaf Ier de Norvège.